# Isidoro Diéguez Dueñas
Isidoro Diéguez Dueñas (* 12. Januar 1909; † 21. Januar 1942) war ein spanischer Kommunist, Kämpfer im Spanischen Bürgerkrieg und im Widerstand gegen das Franco-Regime.
Diéguez, von Beruf Maurer, wurde 1932 Mitglied der Kommunistischen Partei Spaniens (Partido Comunista de España, PCE). Während des Spanischen Bürgerkriegs war er Sekretär des PCE in Madrid. 1936 wurde er Mitglied der Junta de Defensa de Madrid. 1937 wurde er Mitglied des ZK, 1938 Mitglied des Politbüros des ZK des PCE. Im März 1939 führte Diéguez mit anderen den bewaffneten Kampf gegen Oberst Segismundo Casados Staatsstreich gegen die Regierung Negrín. Diéguez emigrierte 1939, kehrte jedoch bereits 1942 illegal nach Spanien zurück, um die Kommunistische Partei im Untergrund neu zu organisieren. Er wurde von den Franquisten verhaftet und am 21. Januar 1942 erschossen.